# Histoire de la folie à l'âge classique
Histoire de la folie a la l'âge classique (en francés en l'original; Història de la bogeria en l'edat clàssica) és un assaig de Michel Foucault, originàriament publicat com a Folie et Déraison per l'editora Plon, el 1961, després, al 1972, per Gallimard. L'obra presenta un estudi, amb la perspectiva de l'arqueologia històrica, de les idees, pràctiques, institucions, art i literatura relatius al tema de la bogeria en la història occidental. Aquesta fou la primera gran obra de Foucault, escrita mentre era director de la Maison de France a Suècia. Deriva de la seua tesi de doctoral a La Sorbona. En la primera versió de l'editora Plon figurava el famós prefaci que generà una llarga discussió acalorada amb el filòsof francomagrebí Jacques Derrida, sobre la qüestió del cogitus de Descartes; en raó d'això, el prefaci es va reescriure i presentar en la versió del 1972.
Michel Foucault comença l'estudi en l'edat mitjana, detectant l'exclusió fisicosocial dels leprosos. Argumenta que amb la gradual exclusió dels leprosos, la bogeria ocupà aquesta posició d'exclusió. L'al·legoria de la nau dels bojos del segle XV és un exemple clar d'aquesta pràctica: la d'expulsar els bojos de les naus. Durant el Renaixement, la bogeria va ser tractada amb prejudicis perquè els humans no n'entenien les Raons de Déu. El boig, entés com qui s'havia acostat massa a la Raó de Déu, s'acceptava socialment. Solament després del segle XVII, en un moviment que Foucault descriu com el Gran Confinament, aquests membres "irracionals" de la població comencen a ser arrestats i institucionalitzats. Al segle XVIII, la bogeria s'encara com oposada a la Raó, perquè molts humans assumien el comportament d'animals i, per tant, haurien de ser tractats com tals. Del segle XIX ençà, la bogeria és vista com una malaltia mental que ha de ser tractada. Alguns historiadors argumenten que el gran confinament dels bojos no va ocórrer al segle XVII, sinó al XIX.
Tanmateix, els estudiosos de l'obra de Foucault demostren que ell no es referia a institucions mèdiques dedicades exclusivament a tractar els dements; i que el pensament present en aquestes cases de confinament és el mateix de la societat occidental. Més endavant, Foucault demostra que la "gran internació" social fou un fenomen europeu generalitzat, que es va desenvolupar de manera singular a l'estat francés i de manera comuna als altres estats, com ara a Alemanya i Anglaterra. Alguns crítics històrics, com Roy Poter, també refutaren les seues conviccions escèptiques per a "abraçar" l'ensenyament revolucionari de Foucault en aquest assaig.
Examina també el sorgiment de la societat moderna i els tractaments "humanitaris" per al boig, com ara en el cas de Philip Pinel i Samuel Tuke. Foucault afirma que aquests tractaments sols controlaven els mètodes als quals es proposaven. El tractament de Tuke consistia a castigar els boigs fins que ja no manifestassen la bogeria. Similarment, el tractament de Pinel consistia en una extensa teràpia d'aversió, amb mètodes com ara banys d'aigua freda i jupetí de força. A parer de Foucault, aquest tractament sumat a la repetida brutalitat duria al pacient la internalització de judici i punició.